# Pompéjac
Pompéjac település Franciaországban, Gironde megyében. Lakosainak száma 275 fő (2022. január 1.). Pompéjac Lignan-de-Bazas, Bernos-Beaulac, Lucmau, Marimbault, Préchac és Uzeste községekkel határos.

## Népesség
A település népességének változása:
| Lakosok száma | 279  | 205  | 206  | 234  | 244  | 255  | 260  | 267  | 271  | 275  |
|               | 1968 | 1982 | 1990 | 2006 | 2013 | 2015 | 2017 | 2019 | 2020 | 2022 |